# Akira Takabe
Akira Takabe (Yamanashi, 9 mei 1982) is een voormalig Japans voetballer.

## Carrière
Akira Takabe speelde tussen 2003 en 2006 voor Tokyo Verdy en Rosso Kumamoto.

## Statistieken
| Japan   | Japan          | Japan            | League | League | Emperor's Cup | Emperor's Cup | J-League Cup | J-League Cup | Totaal | Totaal |
| Seizoen | Club           | League           | Wed.   | Goals  | Wed.          | Goals         | Wed.         | Goals        | Wed.   | Goals  |
| ------- | -------------- | ---------------- | ------ | ------ | ------------- | ------------- | ------------ | ------------ | ------ | ------ |
| 2003    | Tokyo Verdy    | J. League 1      | 2      | 0      | 0             | 0             | 1            | 0            | 3      | 0      |
| 2005    | Rosso Kumamoto | Regional Leagues | 14     | 9      | 1             | 0             | -            | -            | 15     | 9      |
| 2006    | Rosso Kumamoto | Football League  | 4      | 0      | 0             | 0             | -            | -            | 4      | 0      |
| Totaal  | Totaal         | Totaal           | 20     | 9      | 1             | 0             | 1            | 0            | 22     | 9      |